# دانيال سلطان
دانيال سلطان أو دانيال بك (1809، إليسو - 1871، إسطنبول) كان نبيلًا من عرقية تساخور، وقائدًا عامًا للجيش الإمبراطوري الروسي وفي الجيش العثماني وآخر حاكم لسلطنة إليسو. اشتهر بأنه أحد نواب الملك وأقاربه، فضلاً عن كونه عضوًا في الدائرة المقربة للإمام شامل.